# ホソイコエ
「ホソイコエ」は、シドの2作目のシングル。2006年2月8日にデンジャークルー・レコードから発売された。

## 概要
- 初回限定盤2種類と通常盤の3形態で発売された。
- この曲からメンバーのメイクが急激に薄くなり、レーベル所属以降、ホソイコエまでのフォーマル系の衣装からラフな衣装に変化したアーティスト写真が発表された。但し、ENAMELでは化粧をして撮影を行った。

## 収録曲
1. ホソイコエ
作詞：マオ、作曲：しんぢ
遠距離恋愛についての歌詞になっている。
PVがストーリー調となっており、シドでは珍しい、メンバー以外の出演者が複数登場する作品。また、2006年に撮影されたこともあり、PHS型携帯を使用している。
2. dummy
作詞：マオ、作曲：御恵明希
本編中の演奏率は減ってきているが、ライブ中に何らかのミスがあったりしたときに急遽追加される可能性がある「定番曲」の1つ。
ライブ時には、ギターソロ終了後～ベースソロ間が大幅に引き伸ばされ、コール&レスポンスの応酬が繰り広げられる。

## 収録アルバム
- play（#1）
- Side B complete collection〜e.B〜（#2）
- SID ALL SINGLES BEST（#2）